# Барні Гамбл
Бернард «Барні» Гамбл (англ. Barnard «Barney» Gumble; нар. 20 квітня) — персонаж мультсеріалу Сімпсони, який, за власним визнанням, є невиліковним алкоголіком. Барні є однолітком та колишнім шкільним другом Гомера Сімпсона. Чоловікам по 38 років, але Гамбл є старшим за Гомера, який народився у травні. Через свій алкоголізм Барні поки неодружений; у нього немає подруг. Незважаючи на це, чоловік завжди вірний своїм друзям. Барні неодноразово рятував Гомера з сім'єю з різних небезпечних пригод.

## Загальний опис Барні

### Створення
Сама концепція сатири над алкоголізмом та алкоголіками — нова в серіалі. За задумом сценаристів, Барні повинен бути найжалюгіднішим, найбіднішим і найогиднішим з усіх алкоголіків Спрінгфілда, постійно напівпритомний, немитий і розпатланий. Спочатку не було відомо, звідки з'явилися у нього такі жахливі вади. Все з'ясувалося в епізоді, де Гомер уперше напоїв пивом працьовитого та розумного підлітка Барні. Напій Барні настільки сподобалось, що відтоді він покинув читання книжок — став найвідомішим алкоголіком. У епізодах, в яких Барні тимчасово тверезів, артисти і далі озвучували його звичним голосом, оскільки, на їх думку, «у крові Барні алкоголю вистачить ще на 15 років». Саме́ ім'я «Барні Гамбл» було пародією (і майже омонімом) імені «Барні Раббл» — персонажа мультсеріалу «Флінстоуни», в якому Барні Раббл — теж найкращий друг Фреда Флінстоуна. У кількох епізодах першого сезону — подібно до Барні Раббла — волосся Гамбла було жовтим — і тільки пізніше у «Сімпсонах» набув свого неповторного вигляду.

### Етнічне походження Барні
У серіалі етнічне походження Барні не зовсім визначено: у стані нескінченого запою той називає себе то напівполяком, то ірландцем, то напівнорвежцем. Його мати походила з Норвегії. Відоміші сторінки його біографії подають такі деталі: його батько, Арні Гамбл разом із своїми однополчанами із загону Ейба Сімпсона Шелдоном Скінером, Іггі Віггамом, Ітчем Вестгріном і Гріффом Макдональдом, загинув в 1979 на параді ветеранів унаслідок нещасного випадку. Одного разу Барні, впавши в стан коми, сподівався зустріти батька в потойбічному світі.

### Барні у задумі і серіалі
У серіалі Барні зображений найкращим другом Гомера Сімпсона зі шкільної лавки, і, ще відвідуючи школу, Барні навіть мріяв поступати у Гарвард, — поки Гомер не дав йому покуштувати пива у ніч перед випускним іспитом і тим чином позбавив його великих надій на краще майбутнє. За іншою версією Барні почав пити, коли Хлоя Тальбот, його кохана дівчина шкільних днів, залишила Спрингфілд, щоб стати успішною телеведучою.
У серіалі Барні з'явився в найпершому епізоді: він працював переодягненим Санта-Клаусом в універмазі — і дав Гомеру пораду про те, як вигравати на собачих перегонах. В описі першого сезону згадується, що за планами сценаристів, Барні мав бути сусідом Гомера, проте цю сюжетну лінію змінили.

### Метричні дані
Судячи за його великим животом та незаправленою сорочкою, Барні є товстим. Він важить 252 фунтів (116 кілограмів) — на 6 кілограмів більше, ніж Гомер. Барні не був товстим усе життя: у школі він старанно вчився — а згодом надмірне споживання пива і незацікавленість спортом зробили своє. Хоч про повноту Гомера мова йде часто, про товстішого Барні згадки майже немає — увесь акцент на його алкоголізмі. Зріст Барні від 6 до 6,2 футів (183 см) (однакового зросту із Гомером). Вік Барні — 38-40: сам Барні зазначав, що йому 40 років (пізніше вік зменшено сценаристами на 39). Серед живих родичів у Барні — його тато Арні Гамбл, (який теж пив — і робив знатну відрижку, загинув у 1979); мама (лейтенант ВМС США), і дядько Ал Гамбл, власник боулінг-клубу «Боулорама Барні», у якого Барні часом працює.

## Характерні риси

### Барні Гамбл— алкоголік
Типовий алкоголік, за словами Мо Сізлака, «Барні пияк світового класу». Насправді неймовірно шалена пристрасть Барні до усього алкогольного — джерело безлічі жартів у серіалі. Уже двадцять років чоловік постійно п'є у Таверні Мо. Складається враження, що Барні тижнями, або навіть місяцями не виходить звідти: віскі, самогон,скипидар, аптечні мікстури, лакові розчинники, ацетон, транквілізаторні речовини, технічний спирт, і навіть гальмівну рідину для вантажівок і поїздів. Сам Барні алкоголіком себе не вважає і одного разу стверджував: «Мо, я тобі не якийсь там алкоголік!».

### Наслідки і плоди залежності Барні
Алкоголізм Барні ніколи всерйоз вже не сприймається, проте він іноді виробляє жахливі речі через свою набуту залежність від алкоголю. Гамбл знаходиться на третій, можливо навіть уже четвертій стадії алкоголізму — обидві стадії майже невиліковні. У Барні сильно порушена координація рухів (він це стверджував тоді, коли збирався стати космонавтом), він має косоокість і галюцинації.

### Відрижка
| Ліві лапки | Відрижка Барні: 'БУУУУУУУУУУУУУУУУУЕЕЕЕЕЕЕЕЕЕЕЕЕЕЕЕЕЕРК!!!!!!!!!!!!!' | Праві лапки |

Саме такий звук Барні часто видає. Відрижка Барні — характерний і частий жарт у серіалі, є настільки характерною для Гамбла, що він може її робити у будь-яких місцях, не боячись за свій авторитет. Відрижка у Барні є дуже непристойною, іноді він цим відлякує людей. Коли Барні вирішив більше не пити у серії День Вина і Доу, його місце біля крану з пивом дісталось Гомерові. Тоді Карл і Ленні почали з нього сміятись, ніби він став Барні. Гомер сказав «Я тобі не Барні, БУУЕЕЕРК!» — перейняв майстерність Барні робити таку відрижку. Відрижка Барні навіть була записана на касету одною співачкою, коли Барні знову протверезів, проте знову ненадовго. Крім того, Барні має деренькучий голос, хоча чудово співає ірландським тенором і є добропорядною і доброзичливою людиною.

### Барні утаверні Мо
Таверна Мо — для Барні не просто бар, а і названий родич. Тільки Барні може постійно жити у антисанітарних умовах. На його думку, бар Мо — найкраще місце у світі і він завжди мріяв бути у такому приміщенні. Коли Мо питає у нього, чи хотів би Барні коли-небудь вести пристойний образ життя, Барні відповідає — «Ніколи! Якби ти не закривався, я би жив у тебе в барі!». Барні також часто любить посміятися з Мо у жартах про бармена, коли до оловіка дзвонить Барт. Наприклад, коли Мо питає — «Хто Гомер Сексуаліст?», Барні відповідає — «Ти!». Крім Барта, Барні теж сам жартує з Мо: він вдягнув куртку з квіточкою і запропонував її понюхати і сам вмить підпалив одяг Мо, проте бармен зовсім не розізлився.

### Поведінка
Дуже часто Барні справляє враження не тільки як хронічний алкоголік, але як нещасна і безпритульна людина. Вдома Барні майже не буває, хоча його квартира знаходиться недалеко від Таверни Мо. Зазвичай Гамбл спить вночі у туалеті таверни Мо або на більярдному столі. Бар Мо закриває приблизно о першій ночі (відкриває о шостій ранку) і якщо Мо вижене Барні, то він лишається спати біля дверей таверни просто неба. Барні іноді валяється як безпритульний у різних місцях, таких як аптека, зупинка автобуса, готель і поблизу житлових будинків. Часто Барні потрапляє у витверезники. У 7 сезоні чоловіка посадили за ґрати за пияцтво, до тимчасової поліцейської Мардж Сімпсон.

### Кар'єра
Зазвичай Барні ніде не працює, бо вважає що йому це непотрібно. Борги чоловіка за пиво (бо Мо Сізлак наливає в кредит) у 8 сезоні досягли 17 мільярдів доларів. Хоча Барні не завжди безробітний: іноді він виконує якусь низькооплачувану роботу, наприклад працює на свого дядька Ела в залі для боулінга «Боулорама Барні». Гамбл іноді працює волонтером за пиво, став власником успішного бізнесу з прибирання снігу під час одного з нетривалих протверезінь, працював водієм автокрану на будмайданчику і був командувачем на будівництві. Проте Барні зміг добитись більшого — він повністю пройшов курси космонавтики і зняв про себе документальний фільм «Алкохонтас». У серії «Бернс є зіркою» чоловік пише у картці учасника, що йому 40 років і його повне ім'я Бернард Гамбл. Однак згідно з однією з версій серіалу Барні вчився двічі у одному класі, хоча він мав би бути однолітком Гомера. Пізніше його вік був зменшений до 39, потім до 38 років.
На думку Барні, спосіб здавання себе на медичні експерименти є найкращим шляхом заробітку для нього, оскільки він є значним. Чоловік не цурається показувати результати експериментів над ним, зокрема одним з побічних ефектів дослідів, проведених над Барні стала поява 6 зайвих вух у нього на грудях, причому дуже чутливих. Також був досліджений мозок і серце Барні. За його словами, за кожний дослід йому давали щонайменше 250 доларів. Саме завдяки пораді Барні Гомерові теж дозволив проводити досліди на ньому також, і саме так Гомер дізнався, що у нього застряг фломастер у мізках.
Барні ходить вулицями і збирає монетки. Зазвичай він це робить у людних місцях, де шанси знайти гроші набагато більші.
У серії «Хто стріляв у Бернса? Частина 1» Ліса Сімпсон повідомила Віггаму, що єдиним джерелом заробітку Барні є висмоктування монет у гральних автоматах у різних ігрових закладах або у його Таверна Мо, яка фактично є його другим домом. Едді зокрема стверджував, що Барні справжній збоченець, бо «ніхто не ладен робити те, що робить Барні».

### Сварки
Хоча зовні Барні виглядає мирно, він часто має сварки з різними знаменитостями, які часом заходять у бар Мо. Наприклад, після суперечки з Джо Фрейзером, Гамбл виходить з ним битися, у серіалі відомо, що переміг Фрейзер. Барні також сварився зі знаменитим бейсболістом у третьому сезоні, у серії «Гомер біля бити», де Барні і Уейд Боггс сперечаються, хто був кращим прем'єр-міністром — Лорд Генрі Палмерстон чи Маргарет Тетчер. У результаті суперечок про прем'єр-міністра Тетчер Барні вигукує «Лорд Палмерстон!!!» і б'є Боггса, а потім б'є і Мо який випадково вимовив прізвище Тетчер. Усі сварки Барні показують, що він має явно упереджене ставлення до англійців, валійців і шотландців. Зокрема, Гамбл не любить владу США і щиро ненавидить ледь не усіх політиків світу.
Крім цього, Барні мав декілька конфліктів із Гомером. У серії «Містер Плуг», де Барні став водієм самоскиду, він перейняв ідею Гомера збирати і вивозити сніг із міста і купив машину з надписом «Король Снігу». Бізнес Гамбла швидко розвинувся і Сімпсон став його конкурентом, бо той забрав у Гомера всіх клієнтів. Проте згодом Гомер врятував Барні з лавини і вони знову стали найкращими друзями. Інший конфлікт Барні та Гомера відбувався у 12 сезоні у серії «Дорога Вина і Доу», де Барні нарешті тверезіє, проте відверто висловлюється, що пиво і інша випивка це зло, що дуже образило Гомера, який обіцяв побити Барні, проте через небезпеку життів своїх дітей знову об'єднався з Барні щоб врятувати Барта і Лісу.
У серії «Хто стріляв у Бернса?Частина 1» Барні «втрачає» свою «другу прописку» — рідний бар Мо, витягує револьвер-ділінжер з-під стільця і каже «І я теж хочу дещо взяти! Тепер я знову почуваюся крутим мужиком!». Барні стає одним з підозрюваних у пораненні Бернса, бо ненавидів Бернса через те, що залишився без монет, які висмоктував з автоматів, і звісно ж, без улюбленого пива.

### Квартира
Хоча Барні часто вважається безпритульним, він таки має власну квартиру. Одного разу було показано, що квартира Барні знаходиться над Таверною Мо і має номер 6. Проте згодом квартиру «перемістили» у зовсім інший район міста Спрингфілд. За свєю квартирою Барні зовсім не доглядає, через це у його бідному помешканні жахливий безлад. На стінах у квартирі Гамбла висять портрети Броварні Спрингфілда з надписами побажань до Барні. Барні має щонайменше дві кімнати і комін, на якому стоять у ряд пляшки зі спиртом. Барні також має розбите дзеркало і холодильник, у нього нема ліжка. . Одного разу Гамбла було пограбовано — з помешкання викрали його одяг, але Барні не злякався і пішов гуляти абсолютно голим.

### Барні у повнометражному фільмі
Барні Гамбл у повнометражному фільмі відіграє незначну роль і з'являється лише декілька разів, проте його колоритні дії у фільмі не залишилися непоміченими.
- Вперше Барні можна побачити на концерті гурту Green Day, де він перший починає кидати пляшки у рокерів після того, як музиканти хотіли говорити про екологію Спрингфілда.
- Вдруге Мо вивозить самоскидом порожні пляшки в озеро Спрингфілда, викидає їх у воду разом з Барні, що їхав разом з пляшками.
- Барні намагався зупинити собою Гомера, який рятував сім'ю і себе від натовпу, проте Гомер його збив разом із Доктором Гіббертом та іншими людьми.
- Пізніше, на 93 день під куполом, Барні вкотре закінчував курси анонімних алкоголіків. Одна з читачок книжкового клубу звинуватила Хелен Лавджой у нестачі книжок і розбила вікно у кімнаті зборів алкоголіків. У таверні розбився і автомат з кавою і Барні затряс руками і викрикнув «We're out of coffee!!!» (У нас нема більше кави!!!), вибіг на вулицю і заволав «I cannot live another minute in this town!!!» (Я не можу жити ні хвилини в цьому проклятому місті!!!).

### Таланти
За сценарієм мультфільму Барні має декілька надзвичайних вмінь. Так, разом з Гомером, він був у складі популярного у свій час квартету, де повністю зміг продемонструвати свої чудові вокальні якості. Гамбл демонструє свою творчу натуру також на Спрингфілдському Кінофестивалі, де він виграв перший приз за документальний фільм про своє життя алкоголіка. Барні був космонавтом і пройшов повний курс підготовки, проте був замінений згодом Гомером. Крім короткої кар'єри космонавта Барні також служив підводником у ВМС США на атомному підводному човні «Джебедая» під командою своєї власної матері-офіцера у серії «Велике прибирання Сімпсонів»

### Пиякохонтас
Один з інших варіантів цієї серії було також — Алкогольхонтас. У серії «Бернс є Зіркою», Барні зняв короткометражну драму під влучною назвою «Пиякохонтас» (подібно до назви казкової героїні Покахонтас), яка є пародією на чорно-білий фільм «Останній вікенд». Стрічка виграла перший приз на Спрннгфілдському кінофестивалі, який організувала Мардж Сімпсон. У фільмі було зображене життя Барні як кінченого алкоголіка, та було показане життя Барні коли він пив пиво літрами. У стрічці Барні лежить ледь не мертвий біля «Таверни Мо» та на дивані у своїй квартирі. Однак, одразу ж після показу фільму на фестивалі Барні передумав кинути пити і з радістю прийняв приз — пиво «Кнур», яке одразу ж почав споживати.

### Тверезий Барні
Час від часу Барні тверезіє і показує, що у нього є ще якісь залишки перспективного підлітка-Барні.
В 11 сезоні у серії «День Вина і Доу» усі люди у барі Мо сміялися з Барні після перегляду зйомки про його день народження. Тоді Гамбл так напився, що упав без свідомості ще до початку свята. Одного разу Карл Карлсон подарував Барні квиток на курси керування вертольотом. Тоді Мо заявив: «Уявляєте цього алконавта за кермом вертушки?!!» . Барні каже, що йому дуже соромно, потім присягається, що більше не буде пити алкогольних напоїв, що знову всіх дуже смішить. Наступного дня Барні таки піщов на курси. Він швидко навчився керувати гвинтокрилом і коли літав з Гомером зізнався, що продармував усі 38 років життя на пиво. Гомер дуже образився і почав ворогувати з Барні. Пізніше Барні, однак не витримав тверезого стану і перейшов на каву, з великим вмістом кофеїну. У 16 сезоні Барні знову починає пити, радячись із витвором алкогольних галюцинацій — білим зайцем.

### Пристрасть до кави
Після того, як Барні твердо вирішує кинути пити, він позбувається усіх своїх пляшок і починає здорове життя, вчиться літати на гвинтокрилі, ходить гуляти. Проте Барні не може без того, щоб пити. Оскільки Барні поклявся більше не пити нічого спиртного, пива він не вживав до 16 сезону. Протримався Барні повністю тверезим недовго — вже через декілька серій його потягнуло до іншого напою — кави. Відтоді саме для Барні Мо Сізлак почав продавати каву у барі. Проте кава Барні незвичайна, з дуже великим вмістом кофеїну (на це вказує синя смужка) і завжди гаряча. Одного разу у 12 сезоні Мардж випадково відтяла Гомерові палець, а той з перев'язаною рукою заїхав до Мо, щоб взяти розсол і знову напився. Мо зауважує, що рука Гомера пахне гангреною, а Барні каже: «Кава зробить свою справу!» і заливає каву у Гомера, який одразу прокидається. Любов Барні до кави часто висміюється самим Мо, Карлом і Ленні, проте Гамбл зазвичай на це не звертає уваги.

### Любов до пива
Любов до пива у Барні почалася ще перед вступними іспитами в Гарвардський університет, коли Гомер дав йому спробувати. На цю пропозицію Барні вигукує «Тебе я шукав усе життя!» Відтоді Гамбл тільки і робить, що п'є пиво. Барні також перебуває під дією ляльки вуду, що знаходиться у Мо. На цю ляльку Мо тисне, коли Барні починає трохи тверезіти. При кожному натиску Барні гучно кричить: «Хочу випити!». Також Барні неодноразово приходить у секти, щоб безкоштовно пити пиво. Барні з насолодою згадує своє миле життя у Таверні Мо, наприклад у серії «Нью-Йорк проти Гомера Сімпсона», зокрема про п'яні розмови: «Чудові і милі п'яні розмови!» або свої численні сварки з політиками і знаменитостями. На часи протверезіння Барні чекає нове захоплення кавою еспрессо, через яку Барні з часом майже перестає робити свою «фірмову» відрижку, проте Барні згодом не витримує і знову переходить на пиво. У серії 4 сезону, «Без пива» Duffless Гомер бачить як алкоголь руйнує життя Барні і вирішує пити менше а більшу увагу приділяти сім'ї.

### У запої
Більшу частину свого життя Барні проводить у довготривалих запоях, у яких здійснює різні божевільні вчинки. У серії «День Вина і Доу» Барні на 38-му дні народження жахливо напивається і переодягається у Мардж Сімпсон. Барні пародіює її повністю настільки сп'янілим, що навіть Гомер його не одразу впізнає. Потім Гамбл падає на килим і злизує пиво. Друга стадія сп'янінь Барні називається: «Директор Барні», на що Гомера зізнається: «Ти стаєш говірким і дотепним і тебе несе на теми про політику». Справді, Барні щиро ненавидить ледь не усіх політиків світу. Зазвичай, коли Барні вже випиває принаймні 5 літрів пива, він непритомніє. За словами Карла на власному дні народження, він «вирубився» ще до роздачі подарунків. У Барні зовсім стерта пам'ять і він питається у Мо «То я такий коли набухаюсь?». Згодом Барні каже, що йому дуже соромно за свою поведінку, проте згодом знову береться за пияцтво і набуває усіх старих звичок безнадійного алкоголіка.

### Особисте життя
Через безліч вад, такі як алкоголізм, запої, відрижка та інші, Барні не має ні дівчини, ні дружини і є типовим холостяком міста Спрингфілд. У серії «Два місіс Нахасапімапетілон» (Серія 9 сезону, де Апу одружується), Барні записують у програму вибору холостяків. Коли Барні виходить на сцену і робить відрижку, усі жахаються його, а телеведуча забирає Барні у кімнату під назвою «Тут Сміття». Барні там себе відчуває як удома. Скоро до Барні приєднуються інші невдахи міста.
Барні зустрічався з Хлоєю Телбот і навіть збирався з нею одружитися, проте дівчина вибрала кар'єру журналістки і виїхала зі Спрінгфілда. Тепер у Барні нікого немає, він живе один. Проте він має одну любов — це пиво, і більше його нічого не цікавить. Хоча, у 16 сезоні (серія «Подруга дитинства», Барні тверезіє і рятує Хлою Телбот, яка ненадовго приїхала до Спрингфілда від смерті у лаві під час виверження вулкана.